# Olpe (naczynie)
Olpe (stgr. ὄλπη) – rodzaj starożytnego greckiego naczynia ceramicznego, dzban na wino.

## Charakterystyka
Olpe miała gruszkowaty kształt i zaopatrzona była w solidne imadło. Od ojnochoe różni olpe kształt wylewu, który jest okrągły. Olpe miała szyję cylindryczną i lekko poszerzony brzusiec. Ten rodzaj ceramiki dominuje w Attyce w ostatnich trzydziestu latach VI w. p.n.e., również w Etrurii, gdzie garncarze wzorowali się na produktach greckich. 

## Olpe w Muzeum Narodowym w Warszawie

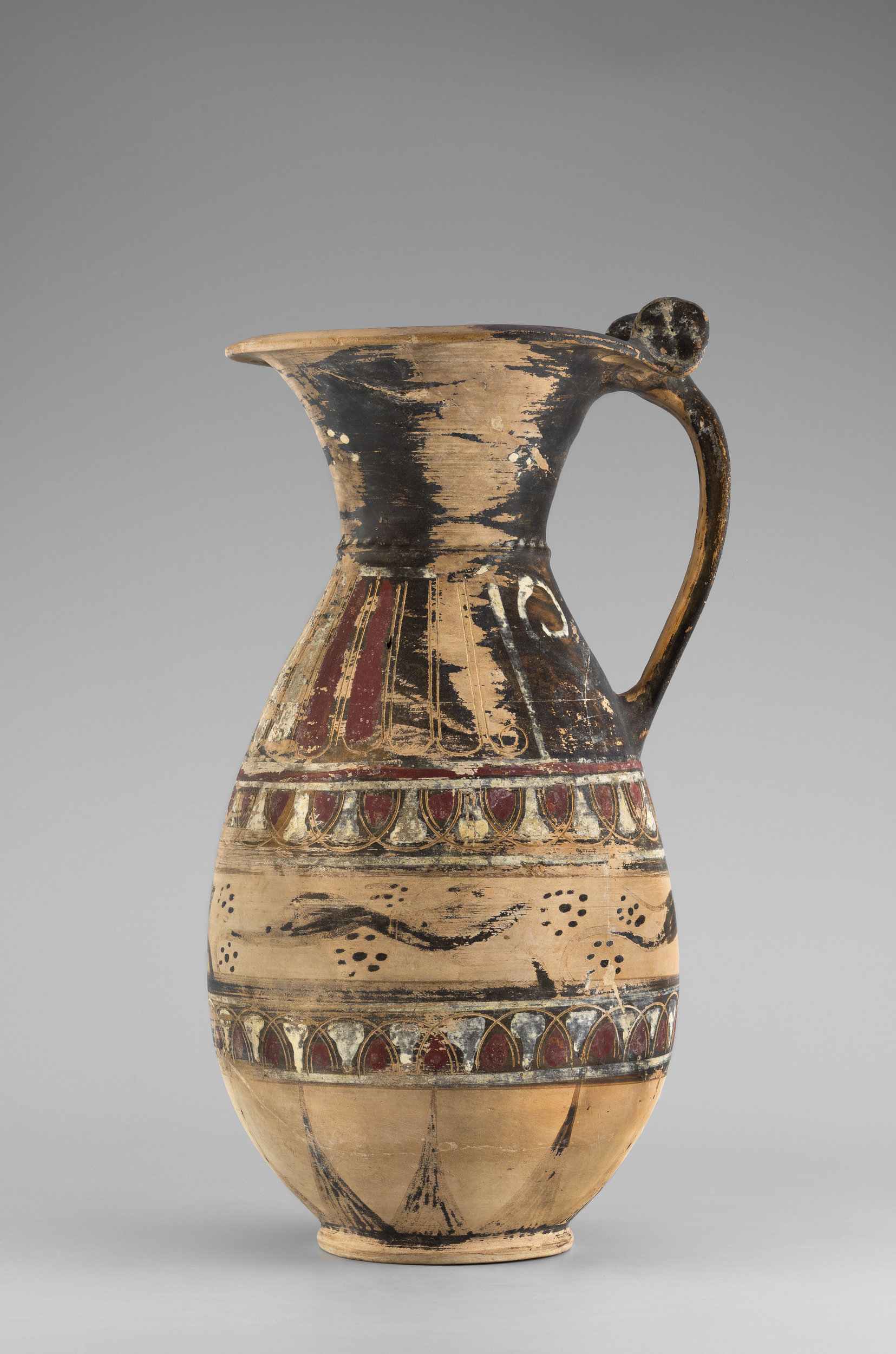
Olpe etrusko-koryncka, VII w. p.n.e.
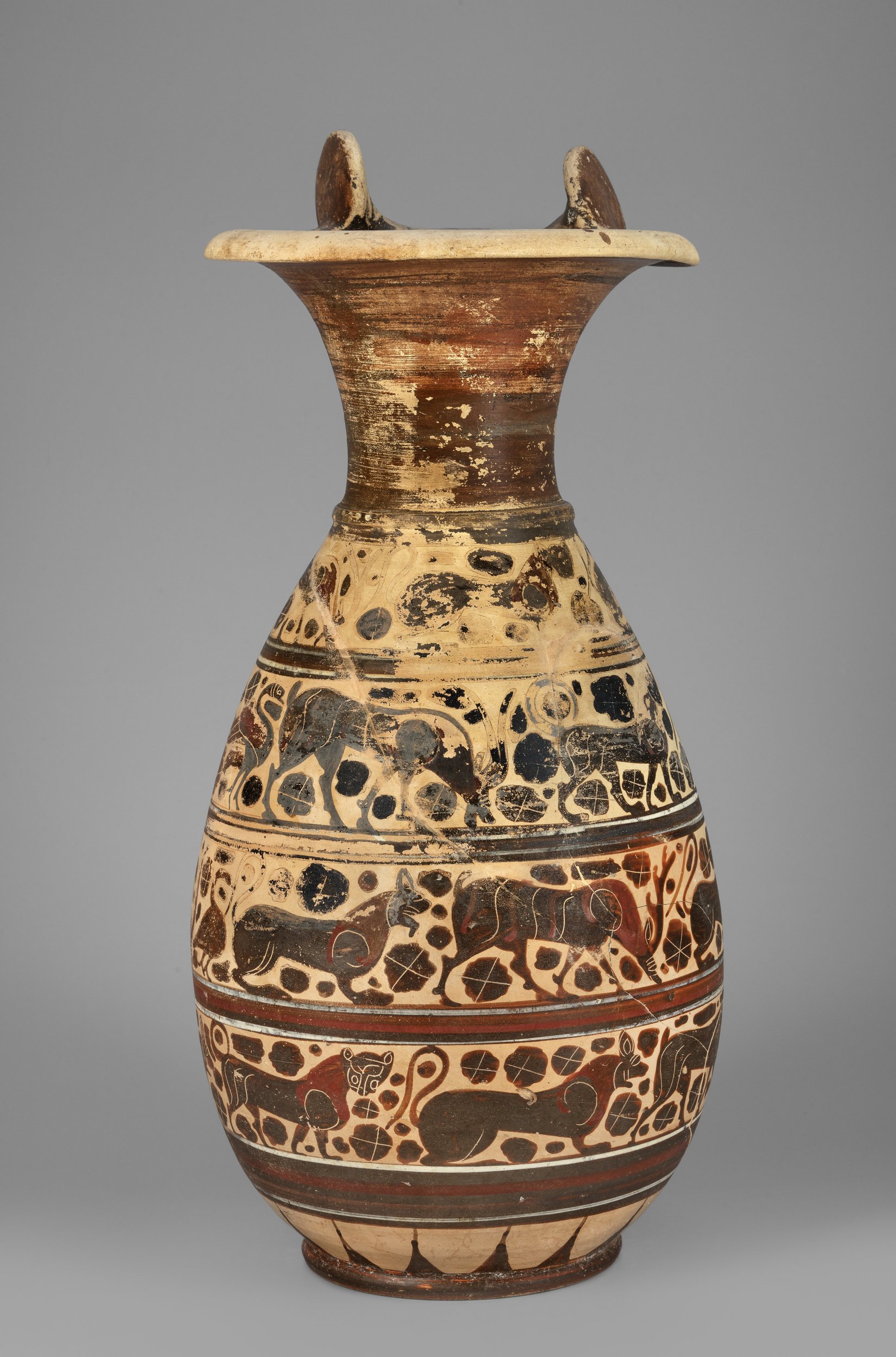
Olpe etrusko-koryncka, czarnofigurowa, Malarz Queen’s College, 590-560 p.n.e.
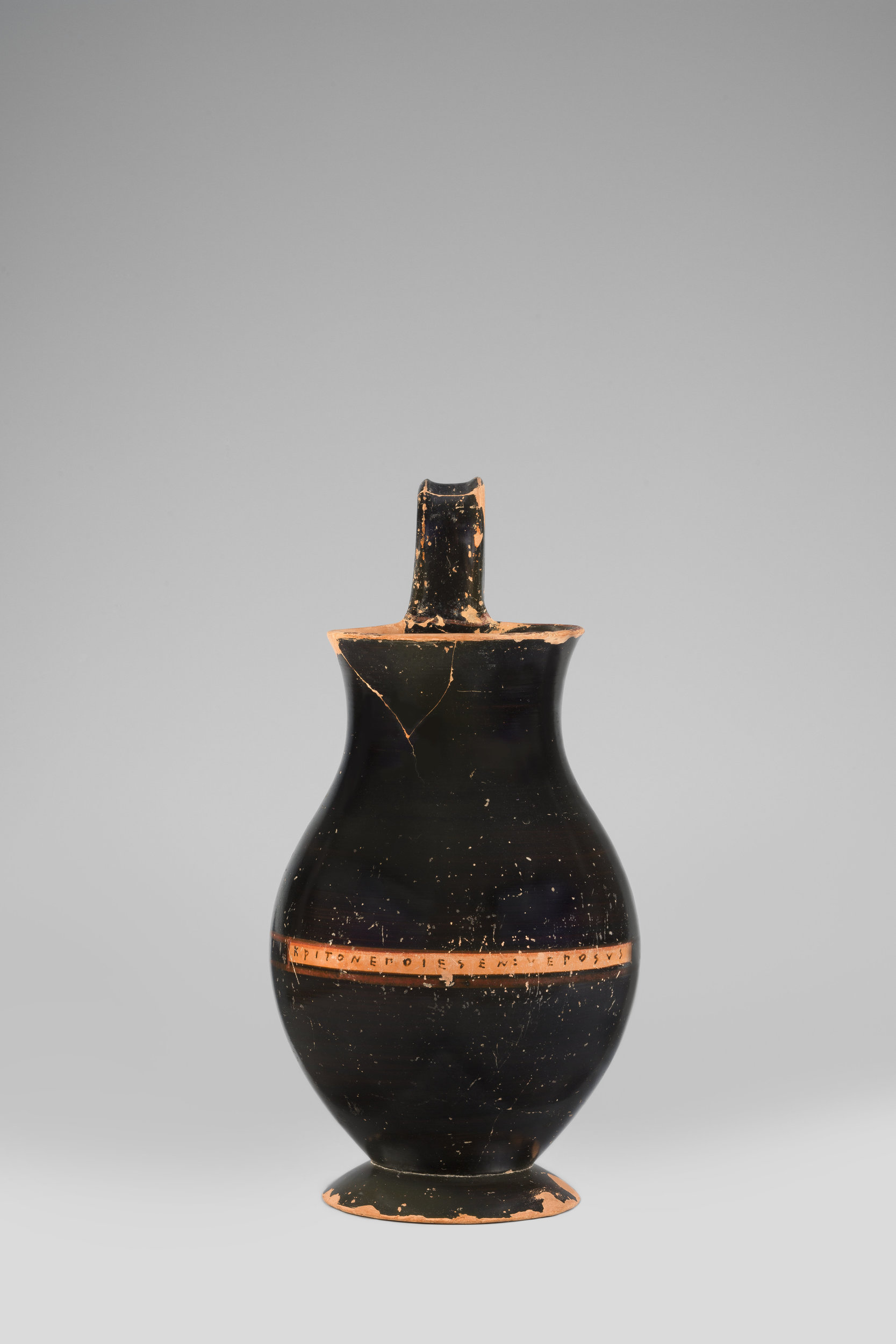
Olpe z inskrypcją, 550–500 p.n.e.
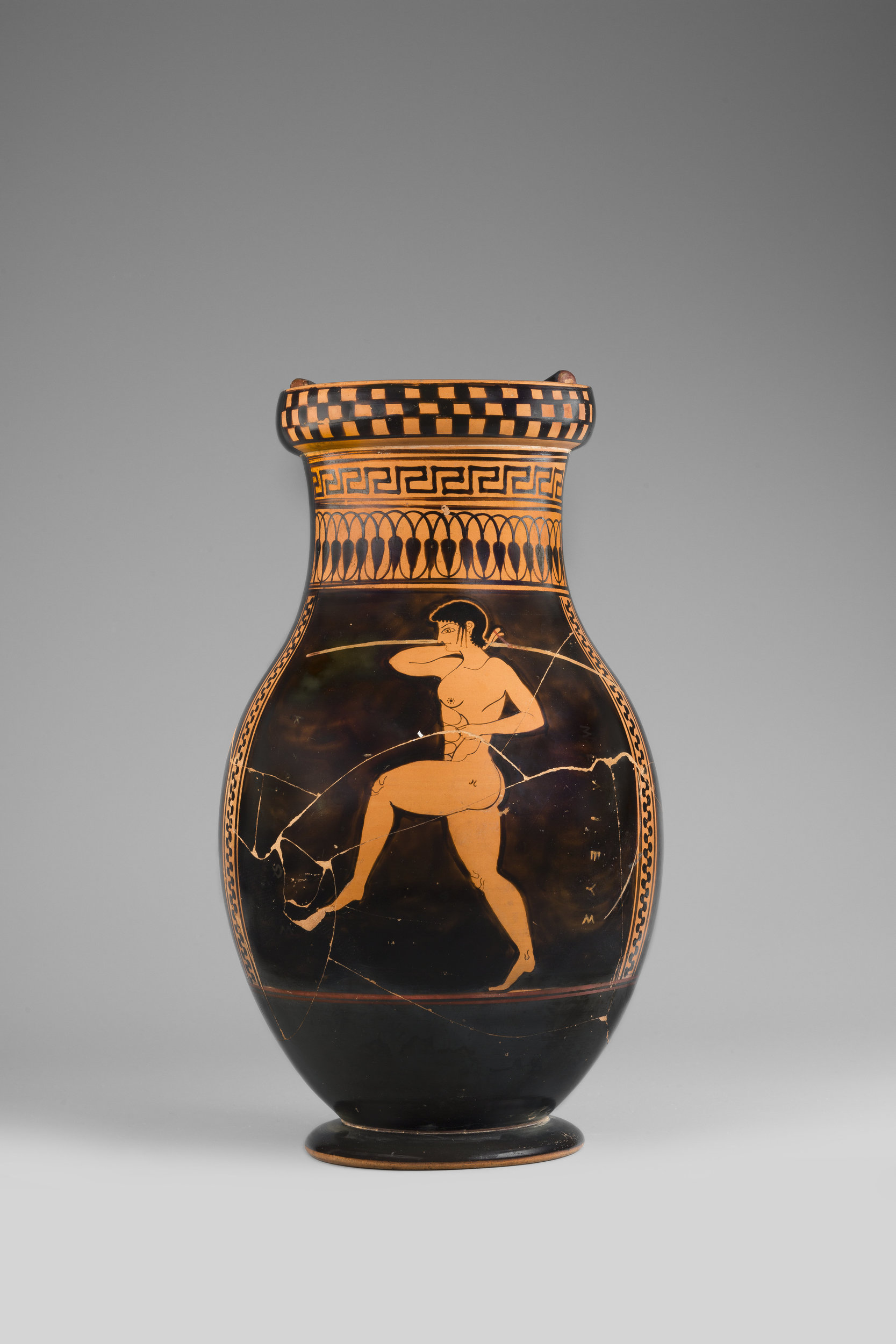
Olpe czerwonofigurowa z oszczepnikiem, Malarz Gołuchowski, 520–510 p.n.e.
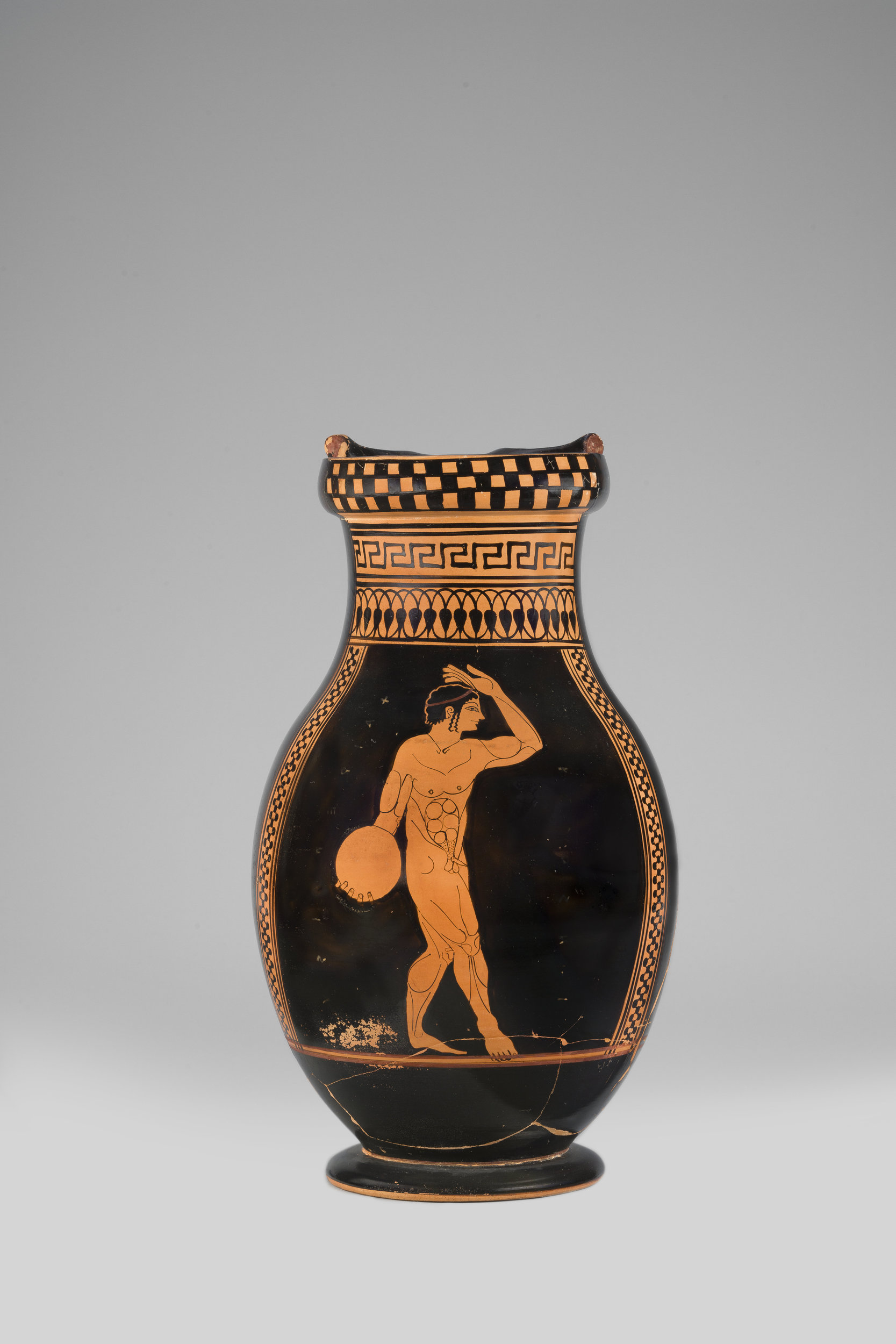
Olpe z dyskobolem, Malarz Gołuchowski, ok. 520–510 p.n.e.